# Colutea acutifolia
Colutea acutifolia är en ärtväxtart som beskrevs av K.K. Shaparenko. Colutea acutifolia ingår i släktet blåsärter, och familjen ärtväxter. Inga underarter finns listade i Catalogue of Life.